# Кім Чельстрем
Кім Че́льстрем (швед. Kim Källström, МФА: [kɪm ˈɕɛl.ˈstrœm], нар. 24 серпня 1982, Сандвікен) — шведський футболіст, півзахисник.

## Клубна кар'єра
У дорослому футболі дебютував 1999 року виступами за команду клубу «Геккен», в якій провів три сезони, взявши участь у 68 матчах чемпіонату. 
Своєю грою за цю команду привернув увагу представників тренерського штабу клубу «Юргорден», до складу якого приєднався 2002 року. Відіграв за команду з Стокгольма наступні два сезони своєї ігрової кар'єри. Більшість часу, проведеного у складі «Юргордена», був основним гравцем команди. У складі «Юргордена» був одним з головних бомбардирів команди, маючи середню результативність на рівні 0,54 голу за гру першості.
У січні 2004 року уклав контракт з французьким клубом «Ренн», у складі якого провів наступні 2,5 роки своєї кар'єри гравця. Граючи у складі «Ренна» також здебільшого виходив на поле в основному складі команди.
До складу ліонського «Олімпіка» приєднався 2006 року. Наразі встиг відіграти за команду з Ліона понад 170 матчів в національному чемпіонаті. За цей час виборов титул володаря Суперкубка Франції, ставав чемпіоном Франції (двічі), володарем Кубка Франції.

## Виступи за збірні
Протягом 2000–2003 років  залучався до складу молодіжної збірної Швеції. На молодіжному рівні зіграв у 21 офіційному матчі, забив 5 голів.
2001 року дебютував в офіційних матчах у складі національної збірної Швеції. Наразі провів у формі головної команди країни 131 матч, забивши 16 голів. 
У складі збірної був учасником чемпіонату Європи 2004 року у Португалії, чемпіонату світу 2006 року у Німеччині, а також чемпіонату Європи 2008 року в Австрії та Швейцарії.

## Титули і досягнення
- Чемпіон Швеції (2):

«Юргорден»:  2002, 2003
- Володар Кубка Швеції (1):

«Юргорден»:  2002
- Володар Суперкубка Франції (2):

«Олімпік» (Ліон):  2006, 2007
- Чемпіон Франції (2):

«Олімпік» (Ліон):  2006–07, 2007–08
- Володар Кубка Франції (2):

«Олімпік» (Ліон):  2007–08, 2011–12
- Володар Кубка Англії (1):

«Арсенал»:  2013–14
Особисті досягнення
- Гравець місяця Аллсвенскан: вересень 2017[1]